# ゴーマニズム宣言スペシャル・天皇論追撃篇
『ゴーマニズム宣言スペシャル・天皇論追撃篇』（ゴーマニズムせんげんスペシャル・てんのうろんついげきへん）は、小林よしのりによる日本の漫画作品。『ゴーマニズム宣言スペシャル・天皇論』の続編である。『SAPIO』（小学館）誌にて、2009年8月26日号より2010年11月24日号まで連載され、また『女性セブン』（小学館）や『WiLL』（ワック・マガジンズ）にも番外編が掲載された。2010年12月15日には、新規描き下ろしページを追加した単行本『ゴーマニズム宣言SPECIAL 新天皇論』（全1巻）が刊行された。

## 概要
『ゴーマニズム宣言スペシャル・天皇論』及び関連作品である『皇后論』より引き続いて、また『WiLL』に連載の『本家ゴーマニズム宣言』などと連携している。内容には『天皇論』の最終章の続編というべきもので、皇位継承問題について扱っており、女系天皇容認（旧皇族皇籍復帰論反対）の立場を鮮明にしている。
本作の主眼は、『天皇論』に対しての女系天皇反対派（復帰派）からの批判に対しての反論である。

## 内容
大御心について
小林が女系継承を主張する根拠の一つとして、「天皇陛下の大御心は女系継承だからだ」というものがあり、歴代の天皇・皇族などの発言を参考にして女系派の主張を補強している。引用元は天壌無窮の神勅、昭和天皇、明仁天皇、皇后美智子、皇太子徳仁親王、秋篠宮文仁親王など多岐にわたる。
- 三笠宮 家に対して「親子2代で天皇陛下に心配をかけた」と述べている。また神社本庁 が女系容認に反対しているのは寬仁親王 の影響下にあるためと主張している。
- 旧皇族の男系子孫の代表的人物である竹田恒泰 に対しては言動、行動を批判するほか「竹田から小林へ送られたメール」の内容についても触れている。

男系継承と伝統について
皇位の男系継承について、小林は日本独自の伝統とは捉えず、中国・朝鮮の家族制度を十分に日本化せず不十分に模倣した「因習」に過ぎないと述べている。更に、儒教に立脚した男系文化が日本に浸透した時期を7世紀であると断言している。
旧皇族の皇籍復帰について
旧皇族の皇籍復帰については「血が遠い」「400年も遡らなければ天皇に繋がらない」として否定的である。また旧皇族の成員についても、竹田恒泰を引き合いに出して、「父の代から平民」と否定的にとらえている。
安定的な皇位継承について
小林は、直系重視の女系継承を認めれば皇位は安定的に継承される、と主張する。
- 上皇后美智子・皇后雅子がバッシングを受けた事例を挙げ悠仁親王 が妃を見つけることの困難さを繰り返し主張する。
- 旧皇族の皇籍復帰について「民間に生まれ育った一般人を皇族とする」と批判している。
- 『SAPIO』2010年5月12日号においては「皇室典範 を改正すれば愛子内親王にも皇位継承権はある」と唱え、内親王 の皇位継承 を主張している[4] 。同号においては、「男性は欠陥品」との主張も行っている。女系容認後の皇位継承順序については、「直系優先・兄弟姉妹間長子優先」を支持し「直系優先・兄弟姉妹間男子優先」（高森明勅 などの主張）には反対している。

天照大神と皇位継承について
天照大神は女性神である、ならば日本の天皇は女系だったと考えることもできると主張している（『ゴーマニズム宣言スペシャル・天皇論』）。
- 『日本書紀』においては神武天皇以前を神代、以後を人代としている。皇祖神が女神であることと初代神武天皇から第125代天皇まですべて男系による継承がなされたことは同時に成立する概念であるが、神武天皇以降の男系継承の伝統を主張することは「神話と歴史の分断工作」と批判している。
- 現在の皇室は江戸期に閑院宮家から光格天皇が入って即位した傍系継承の結果誕生しており、神武天皇の長男系が現在まで継続しているわけではない。更に日本において、長男継承の原則が確立したのは江戸時代以降である。

秋篠宮家について
秋篠宮家の皇統の継承（文仁親王の皇位継承）について、否定的な態度をとっている。
- 『SAPIO』2010年6月9日号で、秋篠宮文仁親王は天皇になるための教育を受けていないと主張。また、秋篠宮文仁親王は高齢での即位が予想され、「例えば80歳の天皇誕生ということになった時、国民の天皇への関心や求心力は保たれるだろうか」と主張。また、秋篠宮文仁親王の在位期間は短いことが予想され、元号が短期間で変わってしまうと主張。また、皇太子徳仁親王が即位した時点で皇太子が空位になることを指摘し、現行の皇室典範に定める、皇太子徳仁親王から秋篠宮文仁親王への皇位継承を批判している。
- 『SAPIO』2012年4月4日号で、「現在の皇位継承順位は明らかにおかしい」と主張。『SAPIO』同号では秋篠宮文仁親王を「秋篠宮」と敬称をつけずに表記している。
- 『新天皇論』第35章で渡部昇一の「秋篠宮家の親王殿下は、皇位継承の順序において、愛子様より下ると断定してよいか」との質問状に対して「私が尊重するのは男系よりも直系だから傍系男子の悠仁親王よりも直系女子の愛子内親王の方が上になる」と回答している。『新天皇論』第36章で女性週刊誌は毎号毎号皇太子妃雅子と愛子内親王の記事ばかりであると指摘し、無意識のうちに庶民が「直系」の正統性を感じてしまうからだと主張している。
- なお、『SAPIO』2010年3月10日号、『新天皇論』第13章で、「私の意図は、天皇陛下、皇太子、秋篠宮両殿下に、自由な（心理的）決定権を与えることである」との記載もある。

皇位継承の危機について
『SAPIO』2010年11月10日号で、6世紀に武烈天皇が嗣子なく崩御し、しばらく皇位は空位とされたが、やがて武烈天皇から10親等離れた継体天皇が践祚した事例をあげ、現在はこの時代以来1500年ぶりの皇位継承の危機であると述べている。
「男系派3つの逃走点について」に関する論争
小林は、自身の説とは対照をなす男系存続派の問題点として「男系派3つの逃走点について」としてまとめている。しかし、いずれも男系存続派からの反論がきているが、小林自身からの明確な再反論はない。また、論争の中で質問内容の一部も変わってしまっている問題点も散見される。当初の質問は、下記の三つ。
1. 皇族志願の男系男子っているのか？（新天皇論　290頁）、皇籍取得してもいいという旧宮家子孫は実在するのか？（新天皇論　297頁）
2. 「現代医学」の進歩で必ず男子が生まれるか？（新天皇論　291頁）、側室なしで男系継承が続くか？（新天皇論　297頁）
3. 皇祖神は誰か？（新天皇論　292頁）

この議論はそもそも「神話と歴史の区別」というところから端を発している。これに対して小林は「男系派は、神話を否定した」としている。復帰派は『スサノオノミコトが生んだから男系というよりも、天照大神があえて男性神を選び、「わが子孫」により継承するとしたことが、決定的に大事であり、歴代天皇は「神勅」をそのまま受け取り、万世一系により皇位を継承してきた事が重要』『天照大神が女性神であることは太古の昔から明らかであり、歴代の皇室はそれを承知の上で男系の皇位継承を行ってきたのだから、皇祖が女神であることと皇統が男系であることは両立する』としている。

## その他
容貌の醜悪なカリカチュア化が見られ、復帰派に対する批判の文脈でことさら多用されるきらいがある。
- 復帰派の一部が唱える「Y染色体による男系の維持」論について、人類の祖とされるラミダス猿人の化石「アルディ」が女性であることから、歴代天皇を醜悪な猿人の姿に戯画化されたアルディのすぐ前に直接の子孫であるかのように描き「アルディが天照大神だったとでも言うのか」と叫ぶ描写がある。
- 男系維持論者・支持者に対しては「男系絶対主義者」後には「男系固執主義者」とし、また男系論者を「皇室 論の専門家ではない」と発言。
- 個々の論者に対しても廃太子論などを唱える橋本明、西尾幹二らについて「シナ病」「人でなし」「日本の国情にそぐわない易姓革命を唱えている 」などと批判、肖像をゴミあさりや蛸の姿に戯画化し「批判はやっかみである」と発言）、小堀桂一郎を「男系派の大ボス」と称するなどしている。

## 書誌情報
- 『ゴーマニズム宣言SPECIAL 新天皇論』小学館、2010年12月15日。ISBN 978-4-09-389733-4。

## 掲載誌初出
- 『SAPIO』（小学館）2009年9月30日号 - 2010年11月24日号
- 『女性セブン』（小学館）2009年8月6日号
- 『WiLL』（ワック・マガジンズ）2010年5月号、8月号、10月号、12月号、2011年1月号